# Sede

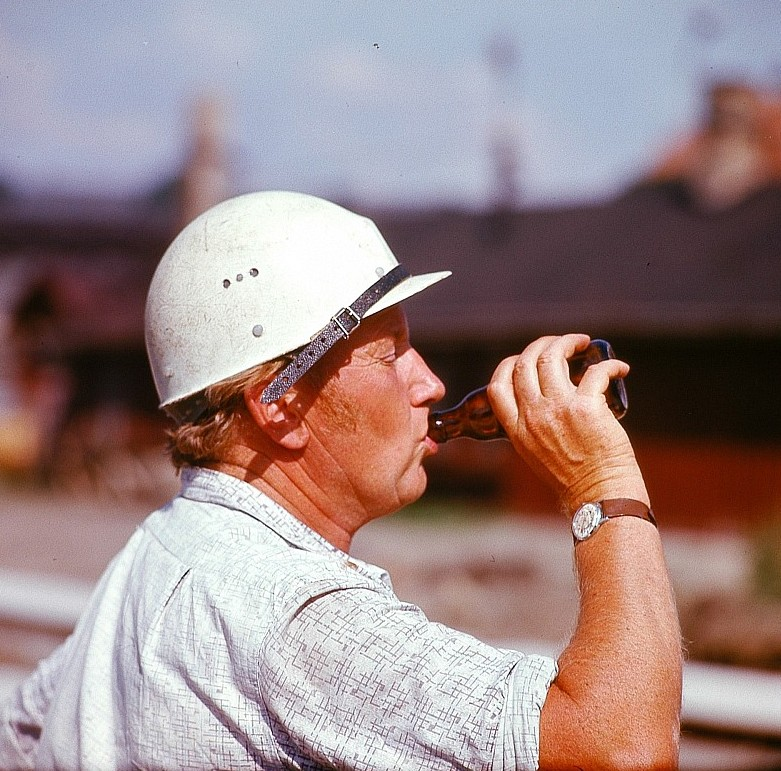
A sede motiva a ingestão de líquidos.

Sede é uma sensação de caráter geral, iniciada por estímulos originados dentro do próprio organismo e não do meio ambiente. Os estímulos são detectados por receptores através de impulsos inatos que garantem a sobrevivência e gera a motivação que impele o organismo a providenciar aquilo o que lhe falta. A satisfação do impulso elimina a origem da sensação de caráter geral. Os sintomas da sede podem ser dividos entre falsa sede, quando esta é eliminada umedecendo-se a mucosa da boca e verdadeira sede, quando este procedimento alivia, mas não cessa os sintomas. Uma pessoa com sede está sedenta.

## Limiar da sede
O limiar da sede é alcançado com a perda de mais de 0,5% do peso em água (adulto 80 kg = 400mL), aumento de 4mosm/L nos líquidos corporais e perda de 10-15% do volume sangüíneo. A água é perdida pelo organismo por meio de suor, urina, vapor do ar expirado e fezes.
Os estímulos são gerados pela diminuição do volume extracelular ou da pressão sangüínea, aumento da pressão osmótica plasmática, angiotensina II, esvaziamento gástrico e fatores psicológicos. ,
Existe ainda a sede decorrente de distúrbios do mecanismo da própria sede ou da regulação do equilíbrio hidro eletrolítico (cólera, diabetes insípidos, etc.), denominada sede clínica.

## Sede intracelular
A sede é gerada pelo aumento da pressão osmótica plasmática
Os receptores são dividos entre centrais, osmorreceptores, localizados na parede anterior do III ventrículo, principalmente no organum vasculosum da lâmina terminal (OVLT) e receptores periféricos, que estão localizados na mucosa da boca , hepáticos e intestinais, renais. As Informações seriam enviadas através dos nervos vagos e glossofaríngeo para porções posteriores do cérebro e de lá os circuitos envolvidos na
instalação da sede.

## Sede extracelular
A sede extracelular é gerada pela diminuição do volume extracelular ou da pressão sangüínea. Os receptores periféricos são de distensão (receptores de volume): localizados nos átrios e vasos pulmonares e nos rins sinalizam alterações de volume sangüíneo. Receptores de pressão (barorreceptores ou pressorreceptores): localizados nas paredes das grandes artérias e nos rins sinalizam alterações de pressão sangüínea. As Informações são enviadas através dos nervos vagos e glossofaríngeo para porções posteriores do cérebro e de lá os circuitos envolvidos na
instalação da sede.

## Consumo

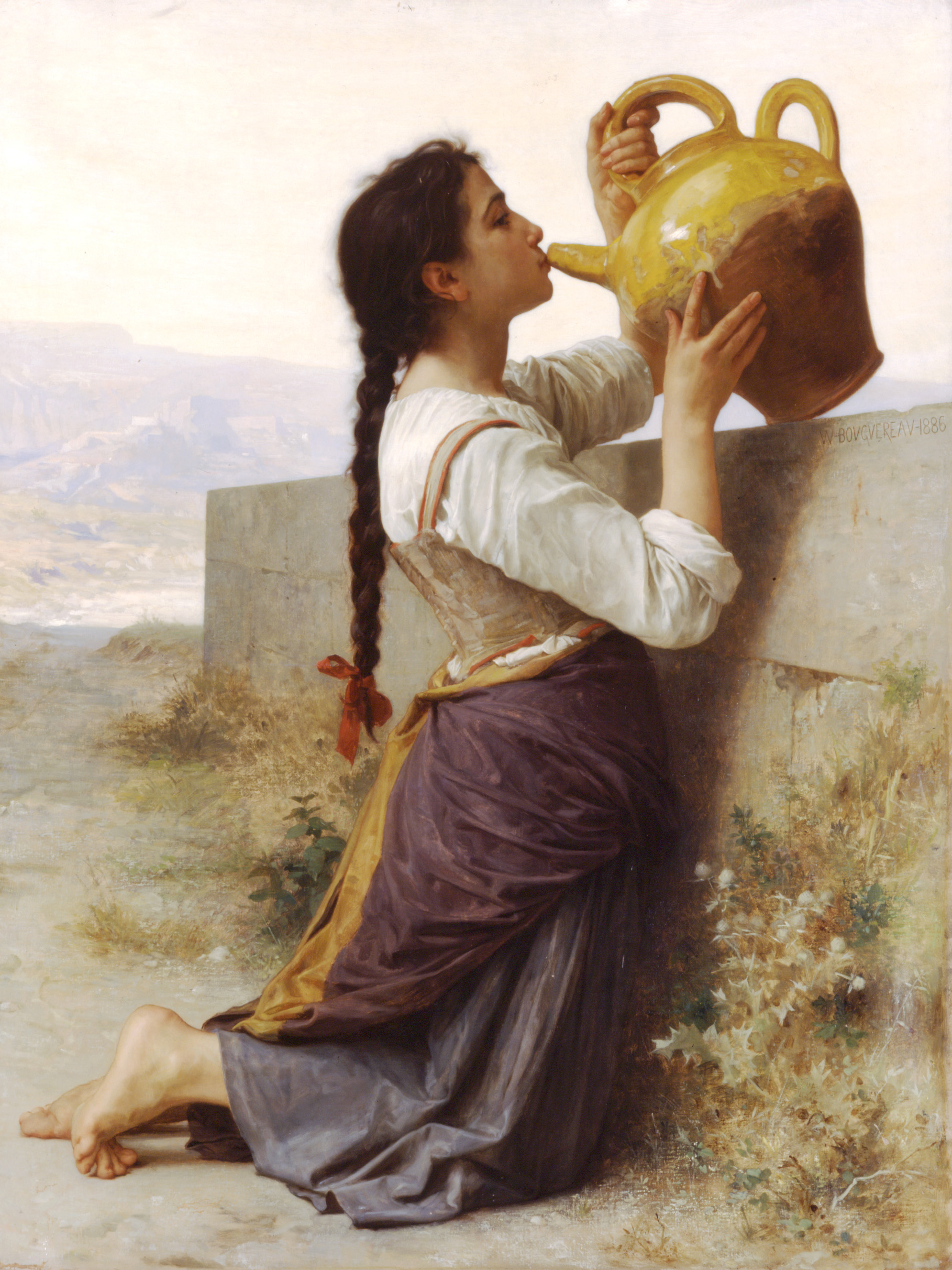
A Sede, pintura de William Bouguereau, séc XIX.

Consumo primário é a ingestão de água que resulta da falta absoluta ou relativa de água em um dos compartimentos líquidos do organismo. Consumo secundário é a ingestão de líquidos que não é ditada pela necessidade evidente para o reabastecimento de água.